# Muscle long fléchisseur de l'hallux
Pour les articles homonymes, voir FHL.

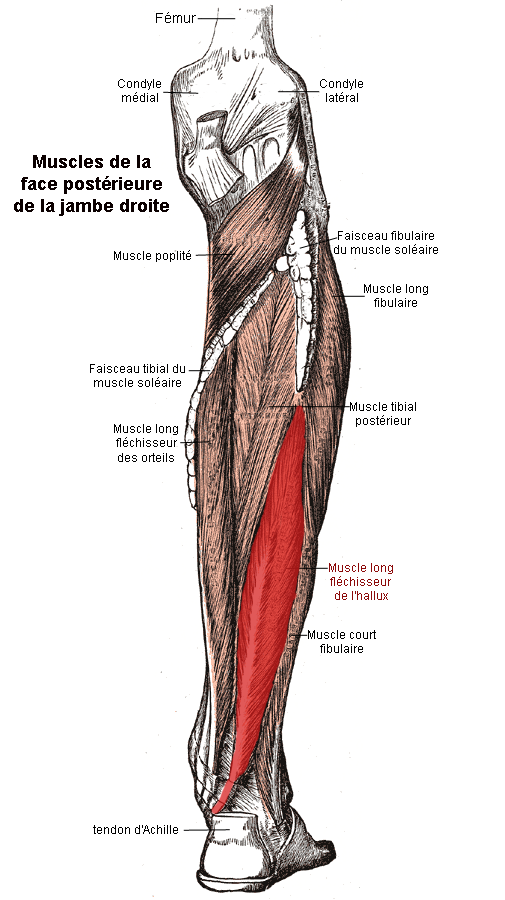
Le muscle long fléchisseur de l'hallux.

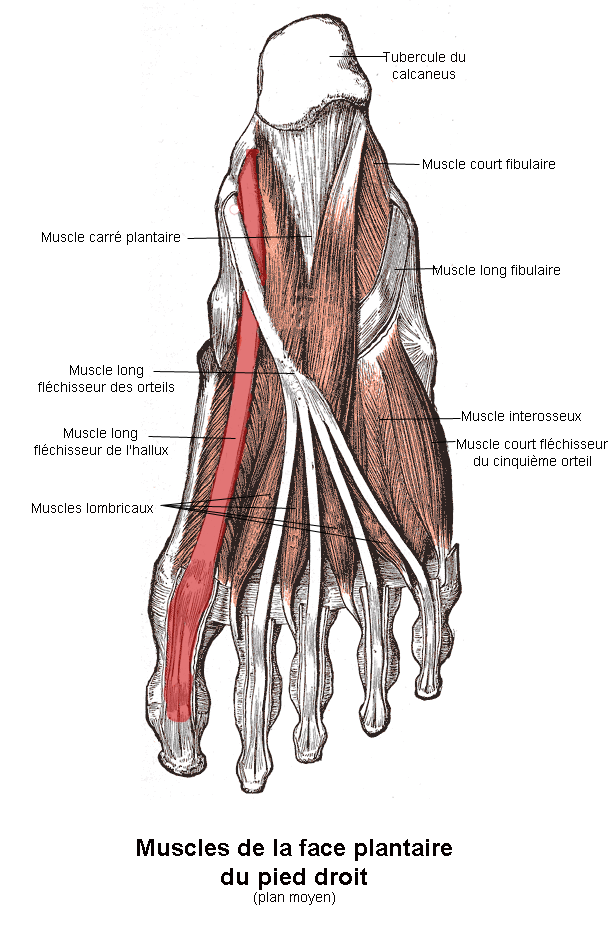
Le muscle long fléchisseur de l'hallux.

Le muscle long fléchisseur de l'hallux (ou muscle long fléchisseur propre du gros orteil ou muscle fléchisseur péronier des orteils) est un muscle du membre inférieur situé dans la jambe. Il est contenu dans la partie profonde de la loge crurale postérieure.

## Description
Le muscle long fléchisseur de l'hallux est un muscle allongé et épais qui relie la fibula à la phalange distale de l'hallux.

## Origine
Le muscle long fléchisseur de l'hallux se fixe sur les deux-tiers inférieurs de la face postérieure de la fibula et la moitié inférieure de la membrane interosseuse adjacente.

## Trajet
Le muscle long fléchisseur de l'hallux forme un corps musculaire bipenné oblique en bas et en dedans qui se transforme en tendon au tiers moyen de jambe. Celui-ci passe dans le sillon du tendon du muscle long fléchisseur de l’hallux du talus entre les deux tubercules de la face postérieure du talus, puis dans la gouttière calcanéenne sous le sustentaculum tali avant de passer à la face plantaire du pied. Il passe au-dessus du tendon du muscle long fléchisseur des orteils pour se diriger en avant et en dedans vers l'hallux.

## Terminaison
Le tendon s'insère sur la base de la face plantaire de la phalange distale de l'hallux.

## Innervation
Le muscle long fléchisseur de l'hallux est innervé par le nerf tibial, branche de division interne du nerf ischiatique.

## Vascularisation
Le muscle long fléchisseur de l'hallux est vascularisé par des artères collatérales des artères tibiale postérieure et fibulaire.

## Anatomie fonctionnelle
La structure des fibres musculaires du muscle long fléchisseur de l'hallux lui confère une capacité limitée de raccourcissement, par contre il a une excellente résistance à la traction. 
Le muscle long fléchisseur de l'hallux est fléchisseur des deux articulations de l'hallux : les articulations interphalangienne et métatarso-phalangienne de l'hallux.
Il est également fléchisseur plantaire accessoire du pied.
Durant la marche, il creuse le pied en tirant le sustentaculum tali vers le haut et en tirant vers l'arrière la tête de premier métatarsien et il serre la pince malléolaire en tractant via son insertion sur la fibula. 
Le muscle long fléchisseur de l'hallux est donc un des éléments majeurs de stabilité de la cheville car, grâce à son action, le corps du talus se retrouve solidement serré entre les deux malléoles.
Son muscle antagoniste est le muscle long extenseur de l'hallux.

## Galerie

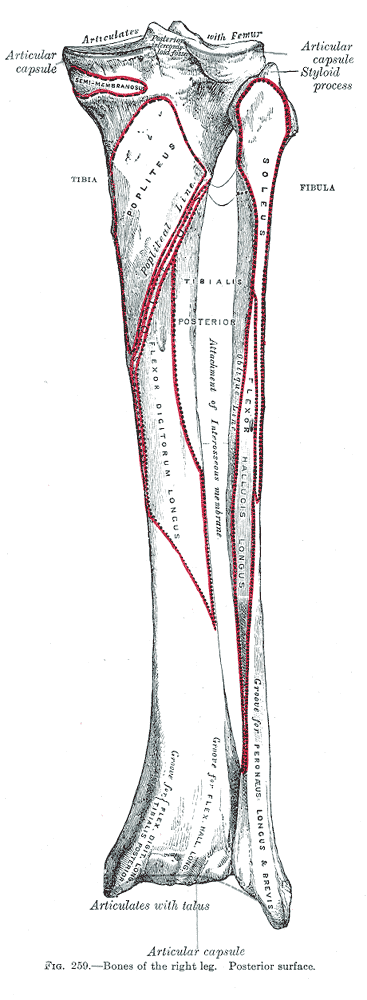
Les os de la jambe droite vue postérieure.
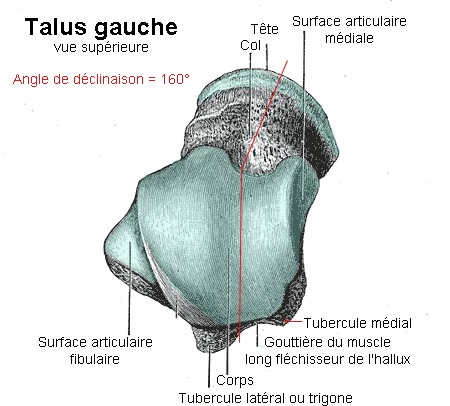
Talus. vue supérieure
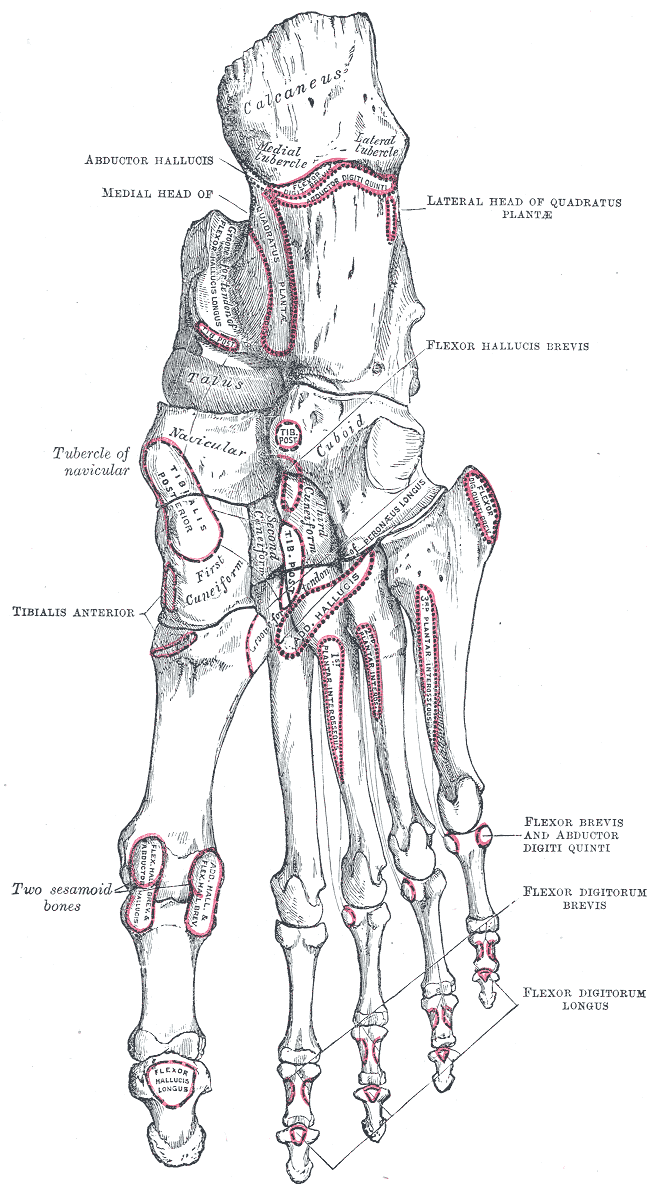
Les os du pied droit. Vue plantaire
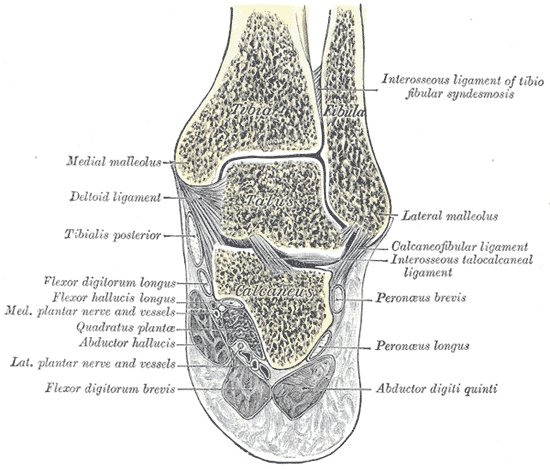
Coupe frontale de la cheville.
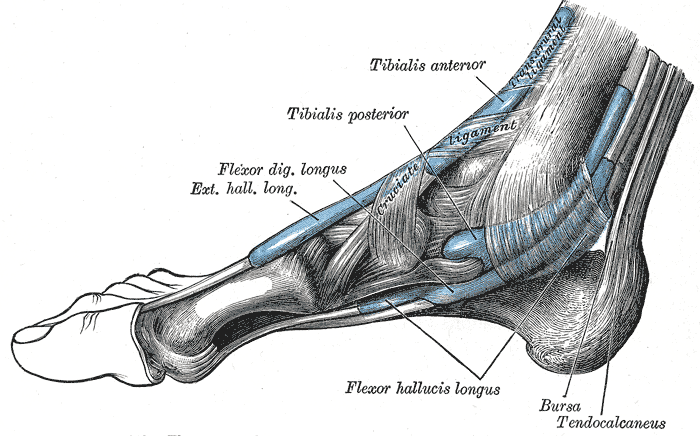
Face interne de la cheville
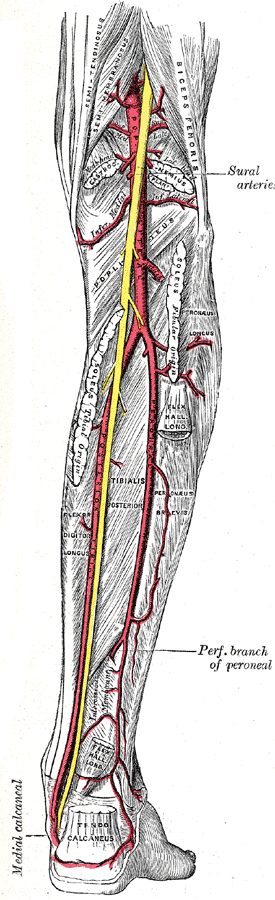
Les artères poplitée et tibiales
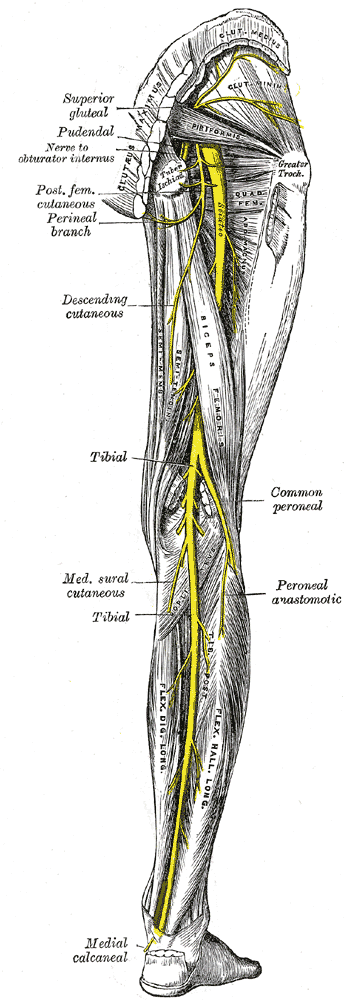
Les nerfs du membre inférieur droit
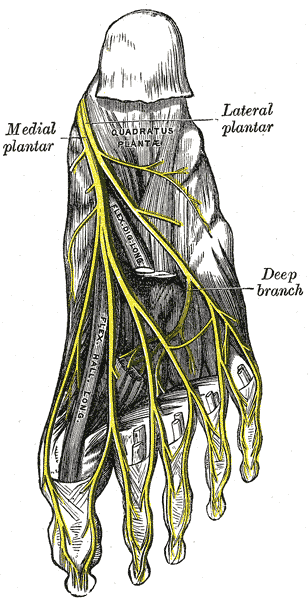
Les nerfs de la face plantaire du pied.